# C5-ös busz (Keszthely)
A keszthelyi 5-ös jelzésű autóbusz az Autóbusz-állomás és a TESCO megállóhelyek között közlekedik. A vonalat a Volánbusz üzemelteti.

## Közlekedése
Csak munkanapokon közlekedik, 2 járatpár

## Útvonala
| TESCO felé | Autóbusz-állomás felé |
| --- | --- |
| Autóbusz-állomás – Mártírok útja – Kossuth Lajos utca – Szent Miklós utca – Bercsényi Miklós utca – Georgikon utca – Rákóczi tér – Vásár tér – Zsidi út – Csapás út – TESCO | TESCO – Csapás út – Zsidi út – Vásár tér – Lehel utca – József Attila utca – Sopron utca – Bástya utca – Pál utca – Bercsényi Miklós utca – Szent Miklós utca – Kossuth Lajos utca – Mártírok útja – Autóbusz-állomás |

## Megállóhelyei
| 0  | Autóbusz-állomás             | 12 | 1, 2, 3, 5, 70 | Keszthely Autóbusz-állomás, Városi strand, Városi sporttelep, Helikon park                                  |
| 2  | Szent Miklós utca 6.         | 10 | 2, 3, 70       | |
| 4  | Bercsényi utca               | 8  | 1, 3, 5, 70    | SPAR, Rendőrség, Pannon Egyetem Georgikon Kar, Tűzoltóság                                                   |
| 5  | Georgikon utca               | ∫  |                | Festetics Kastély, Helikon Kastélymúzeum, Kastélypark, Múzeumok, Fejér György Könyvtár                      |
| ∫  | Bástya utca                  | 6  | 1, 2, 5, 70    | Festetics Kastély, Helikon Kastélymúzeum, Kastélypark, Történelmi modellvasút kiállítás és Vadászati Múzeum |
| 7  | Rákóczi tér                  | ∫  | 1, 2, 5        | Rákóczi tér, Keszthely Plaza                                                                                |
| ∫  | Lehel utca                   | 4  | 1, 2, 5        | Egry József Általános Iskola                                                                                |
| 9  | Egry József Általános Iskola | 3  | 5              | Egry József Általános Iskola                                                                                |
| 10 | Csizmadia utca               | 2  | 5              | |
| 12 | TESCO                        | 0  |                | TESCO Hipermarket, STOP SHOP                                                                                |